# Journée internationale des forêts
La Journée internationale des forêts est un événement annuel qui se produit le 21 mars.

## Historique
La journée internationale des forêts qui a lieu la première fois le 21 mars 2013 a été établie par la résolution de l'Assemblée générale des Nations unies le 28 novembre 2012. Elle sera célébrée chaque année le 21 mars.
Cette journée est destinée à être l'une des plates-formes mondiales de premier plan dans le monde pour les personnes ayant un intérêt dans les forêts et le changement climatique pour partager leurs points de vue et travailler ensemble pour assurer que les forêts soient convenablement intégrées dans des stratégies de changement climatique et d'atténuation d'adaptations futures.
L'Office national des forêts participe à l'événement depuis 2017. Une centaine d'animations gratuites sont organisées chaque année en métropole et outre-mer.